# Садове (Запорізький район)
Садо́ве — село в Україні, у Новомиколаївській селищній громаді Запорізького району Запорізької області. Населення становить 48 осіб. До 2020 орган місцевого самоврядування — Софіївська сільська рада.

## Географія
Село Садове знаходиться на відстані 1,5 км від села Горлицьке. У селі бере початок Балка Шемраєвська.

## Історія
1925 — дата заснування.
12 червня 2020 року, відповідно до Розпорядження Кабінету Міністрів України від № 713-р «Про визначення адміністративних центрів та затвердження територій територіальних громад Запорізької області», увійшло до складу Новомиколаївської селищної громади.
19 липня 2020 року, в результаті адміністративно-територіальної реформи та ліквідації Новомиколаївського району, село увійшло до складу Запорізького району.

## Населення

### Мова
Розподіл населення за рідною мовою за даними перепису 2001 року:
| Мова       | Кількість | Відсоток |
| ---------- | --------- | -------- |
| українська | 40        | 83.33%   |
| російська  | 6         | 12.51%   |
| білоруська | 1         | 2.08%    |
| румунська  | 1         | 2.08%    |
| Усього     | 48        | 100%     |